# Cœuvres-et-Valsery
Coeuvres-et-Valsery är en kommun i departementet Aisne i regionen Hauts-de-France i norra Frankrike. Kommunen ligger  i kantonen Vic-sur-Aisne som ligger i arrondissementet Soissons. År 2022 hade Coeuvres-et-Valsery 466 invånare.

## Befolkningsutveckling
Antalet invånare i kommunen Coeuvres-et-Valsery
Referens: INSEE